# Mohan Singh (General)

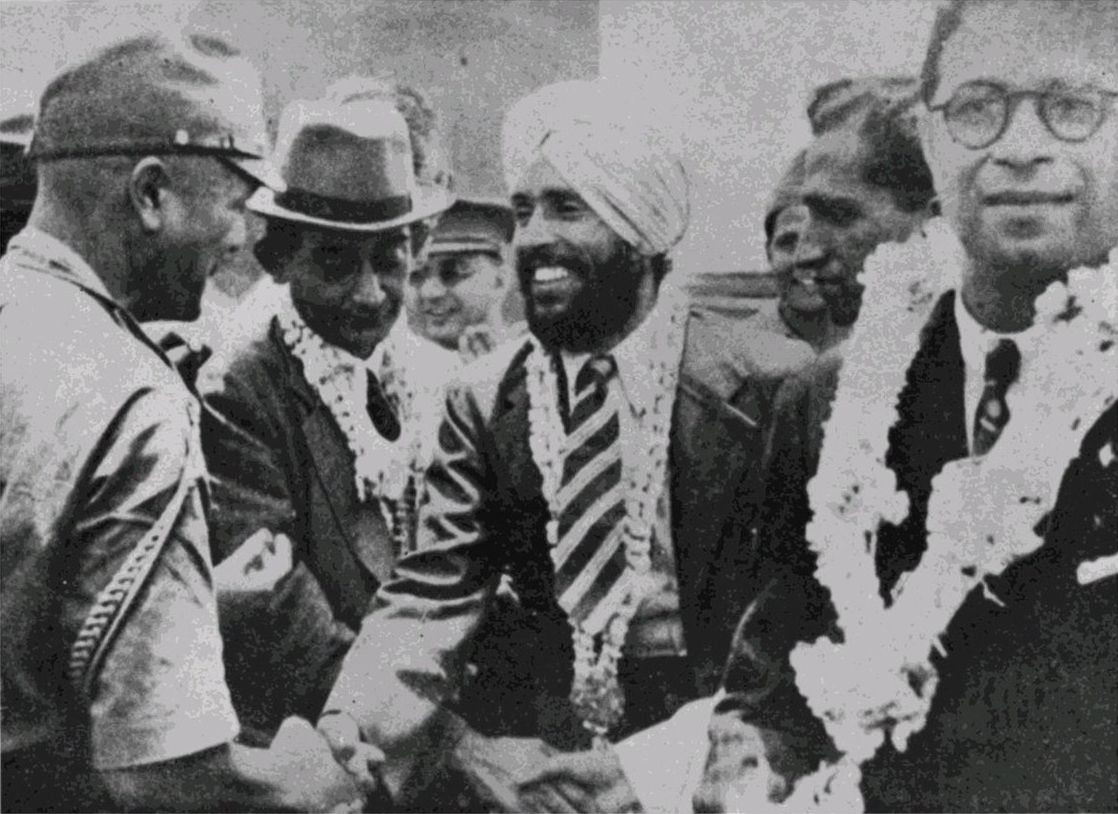
Singh (mit Turban) wird begrüßt von Fujiwara, April 1942

Mohan Singh (geboren 3. Januar 1909 in Punjab, Britisch-Indien; gestorben 26. Dezember 1989 in Indien) war ein indischer General und Politiker.

## Leben und Wirken
Mohan Singh, der 1934 seinen Abschluss an der Indischen Militärakademie gemacht hatte, war der erste Kommandeur der antibritischen „Indian National Army“ (INA) während des Zweiten Weltkriegs und später Politiker in Indien.
Mohan Singh  wurde 1941 in Malaysia von der japanischen Armee gefangen genommen und wurde überredet, die japanischen Truppen bei ihrem Angriff auf Singapur zu begleiten. Im März 1942 ging er nach Tokio als Mitglied einer Mission, die sich aus Indern aus ganz Südostasien zusammensetzte, das damals unter japanischer Herrschaft stand. Es ging darum, zu erfahren, was Japan mit einer antibritischen „Indian National Army“ (INA) vorhatte, und wie die Unabhängigkeit Indiens erreicht werden könnte. Singh wurde erlaubt, Ende 1942 die ersten INA-Einheiten aufzustellen.
Als dann aber die japanische Seite die Aufstellung weiterer Einheiten bremste, verlor er seine Zuversicht, dass Japan die Unabhängigkeit Indiens wirklich wollte. Als dann einer seiner engsten Vertrauten im Dezember festgenommen und beschuldigt wurde, britischer Agent zu sein, setzte Singh in einer geheimen Anweisung fest, dass die INA aufgelöst werden sollte, falls er selbst festgenommen oder getötet würde. Eine Woche später wurde er tatsächlich festgenommen, worauf sich die INA auflöste.
Als Subhas Chandra Bose, der indische Führer im Kampf um Unabhängigkeit, eine 1943 zweite INA aufstellen wollte, hoffte er auf Singhs Mitwirkung. Aber das Treffen der beiden führte nicht zu einer Zusammenarbeit. Singh, der bis Endes des Krieges von den Japanern festgehalten wurde, wirkte später in der indischen Politik mit. Für die Kongresspartei wurde er in die Rajya Sabha gewählt.